# Éric et Ramzy
Éric et Ramzy est un duo d'humoristes français composé d'Éric Judor et Ramzy Bedia. Ils sont acteurs, scénaristes et réalisateurs.
Révélés sur scène et par les chaînes Canal+ et M6 à la fin des années 1990, ils s'imposent au cinéma avec trois comédies potaches — La Tour Montparnasse infernale de Charles Nemes (2001), Double Zéro de Gérard Pirès et Les Dalton de Philippe Haïm (2004) — puis les expérimentaux Steak de Quentin Dupieux (2007) et Seuls Two réalisé par les deux comédiens (2008).
Ils se retrouvent en 2011 pour Halal police d'État, de Rachid Dhibou, puis en 2016 pour La Tour de contrôle infernale, réalisé par Judor seul.

## Histoire du duo

### Débuts et révélation
Éric et Ramzy se rencontrent fin 1994 dans une boîte parisienne.
Éric est alors logisticien chez Bouygues, après avoir été accompagnateur de voyage aux États-Unis et au Canada. Ramzy est quant à lui vendeur de vêtements aux Galeries Lafayette.
Assez vite, ils se mettent à écrire des sketchs et cherchent des salles de spectacle parisiennes où se produire devant un public. Début 1996, ils font leurs débuts au Bec Fin, un petit café-théâtre parisien de cinquante places. Ils font aussi la première partie du spectacle de Gustave Parking. Puis ils passent à des salles de plus grande envergure : le Théâtre Trévise, le Café de la Gare.
Le duo fait ses débuts radiophoniques sur Fun Radio fin 1996, certains samedis en fin de soirée, puis le Éric et Ramzy Show est diffusé quotidiennement de 19 h à 20 h. À cette occasion, leur équipe grandit exponentiellement puisqu'ils sont rejoints par Fred « l'Humoriste » et Vincent « Tout Seul », animateur d'une radio « très locale », puisqu'il en est le seul auditeur. C'est à ce moment que naît le jeu des contrepèteries qui n'en sont pas, l'ancêtre des Mots d'Eric et Ramzy.
À leurs débuts à la radio, les deux humoristes utilisent beaucoup les jeux de mots et les contrepèteries. Leur passage au cinéma les fait évoluer vers un registre plus visuel et scénique, mais ils gardent toujours les deux piliers fondateurs de leur humour : le non-sens et la crétinerie. La plupart du temps, Éric incarne le rôle de l'idiot fini tandis que Ramzy fait preuve d'un peu plus de lucidité.
Ils débutent à la télévision en 1998 sur M6 dans l'émission Les Mots d'Éric et Ramzy avec des sketchs d'environ trois minutes fondés sur des paronomases. En parallèle, ils se produisent au Splendid, puis au Palais des glaces et feront ensuite une tournée de 130 dates.

### Succès télévisuel et passage au cinéma
Puis ils participent à la sitcom H diffusée sur Canal+ de 1998 à 2002, où ils incarnent un infirmier et un brancardier, aux côtés de Jamel Debbouze, qui tient le rôle du standardiste. Ramzy dira qu'il a pu gagner 15 000 € par jour de tournage pour cette série. Le programme est un succès public, et impose ses acteurs principaux comme de jeunes valeurs sûres de la comédie hexagonale.
En 2001, alors qu'ils bouclent le tournage d'une quatrième et dernière saison de H pour Canal +, le duo est à l'affiche de La Tour Montparnasse infernale, film réalisé par Charles Nemes, et pour lequel ils participent également à l'écriture. Le film, dans lequel ils incarnent deux crétins laveurs de carreaux qui contrent la prise d'otage du conseil d'administration de l'entreprise Lanceval, est une parodie de Piège de cristal. Il met en contraste les gags crétinisants du duo avec la froide violence des preneurs d'otages. Certaines scènes parodient des moments de bravoure de films d'action connus, tels que Le jeu de la mort ou encore Matrix.
En 2002 et 2003, ils animent une nouvelle émission de radio : Le Zyva Show sur NRJ, chaque samedi et dimanche de 19 h à 21 h. Ils utiliseront beaucoup leur sens de l'improvisation pour faire des dialogues, des parodies et des sketchs courts, leur temps d'antenne étant assez réduit par rapport à la durée de l'émission.
En 2003, ils apparaissent aux côtés de Kad et Olivier dans l'émission Samedi soir en direct (inspirée de Saturday Night Live) et également aux côtés de Jim Carrey dans Pecan Pie, un court métrage du réalisateur Michel Gondry.
En 2004, ils produisent la série télé Les Nicole, et sont à nouveau les héros d'un second long-métrage Double Zéro, parodie des films de James Bond, dans lequel ils incarnent des agents secrets tenant tête à Édouard Baer. Le film est réalisé par Gérard Pirès.
En décembre 2004 sort dans les salles, le film Les Dalton où Éric et Ramzy incarnent respectivement Joe et Averell, deux des quatre frères Dalton. On notera qu'il s'agit d'un des rares films dans lequel Éric apparaît chevelu. Le film attire plus de deux millions de spectateurs malgré une presse et un bouche à oreille très mauvais. Ce troisième projet, dans la même veine potache et familiale des deux précédents, marque la fin d'un cycle.
En effet, quand ils reviennent en 2007 sur les écrans, c'est pour incarner les personnages principaux du film Steak de Quentin Dupieux. Ce film est un échec public, car présenté comme une comédie populaire, alors qu'il est plutôt réservé à un public plus averti.
À la fin de cette même année, ils reviennent vers leur jeune public avec une série d'animation pour Canal+, Moot-Moot. Celle-ci met en scène une famille de moutons, Éric doublant la voix du père mouton, et Ramzy celle de la mère.
Le 25 juin 2008, ils poursuivent dans la veine expérimentale de Steak en révélant Seuls Two, leur premier film en tant que scénaristes/réalisateurs. Celui-ci rencontre un bon succès avec 940 468 entrées. Partager la mise en scène s'avère néanmoins source de tensions pour le duo, qui décide de prendre un peu de recul. Leurs vies personnelles respectives sont endommagées par cette période.

### Projets séparés et retour aux sources
Ainsi, tandis que Ramzy se cantonne au jeu d'acteur, comme avec Il reste du jambon ?, sorti en 2010, où il est dirigé par son épouse Anne Depétrini, Éric crée, développe, et réalise sa propre série, Platane pour Canal+, qui l'amène sur un nouveau terrain créatif, plus tragi-comique. Ramzy finira par participer à quelques épisodes de la seconde saison du programme, diffusée en 2013.
Début 2011, ils se retrouvent pour la comédie potache Halal police d'État, réalisé par Rachid Dhibou qui fera 750 082 entrées. Et en 2016, ils donnent une suite à leur premier grand succès. La Tour de contrôle infernale est cette fois mis en scène par Éric Judor seul. Et si le premier film faisait référence au chapitre inaugural de la trilogie Die Hard, le second s'inspire logiquement de la suite du blockbuster, 58 minutes pour vivre.
L'ancien duo tourne de nouveau avec Jamel Debbouze (depuis la série H) dans Alad'2 en 2018, suite du premier film sorti en 2015 auquel Éric et Ramzy ont déjà participé.
En 2020, à l'occasion des fêtes de fin d'année, Éric et Ramzy apparaissent dans une série de publicités pour la marque Portal (gérée par Facebook),.
En novembre 2023, Éric et Ramzy annoncent sur les réseaux sociaux que le duo se reforme pour un télécrochet du rire sur Prime Video, à la recherche de nouveaux talents de l'humour en France et en Belgique, cette émission se nommant Comedy Class sera diffusée le 26 avril 2024,.

## Biographies
- Éric Judor est né le 25 juillet 1968 à Meaux (Seine-et-Marne). Son père est antillais (Guadeloupe) et sa mère autrichienne. Après avoir été accompagnateur touristique aux États-Unis et au Canada pendant deux ans, il est recruté comme logisticien chez Bouygues. Il vit maintenant dans les Yvelines. Il est aussi le père d'une fille prénommée Jana et d'une autre petite Luna.
- Ramzy Bedia est né le 10 mars 1972 dans le 16e arrondissement de Paris. Il est d'origine algérienne. Il est le père d'une fille prénommée Ella née en juin 2002 et d'une petite Ava née le 20 mars 2008 de son ex-compagne Anne Depétrini. Il vit maintenant à Paris, dans le IIIe arrondissement[11].

## Spectacles
- 1997 : Les Mots d'Éric et Ramzy
- 1998 : Éric et Ramzy au Palais des glaces[12]
- 2005 : Éric ké Ramzy

## Filmographie

### Comme acteurs

#### Cinéma
- 1999 : Le Ciel, les Oiseaux et... ta mère ! de Djamel Bensalah
- 2001 : La Tour Montparnasse infernale de Charles Nemes
- 2003 : Pecan Pie (court métrage) de Michel Gondry : Les pompistes
- 2004 : Double Zéro de Gérard Pirès : Benoît Rivière et William Le Sauvage
- 2004 : Les Dalton de Philippe Haïm : Joe et Averell Dalton
- 2005 : Il était une fois dans l'Oued de Djamel Bensalah : Les vendeurs de costumes
- 2007 : Steak de Quentin Dupieux : Blaise et Georges
- 2008 : Seuls Two (acteurs, réalisateurs et scénaristes) : Gervais et Curtis
- 2009 : Neuilly sa mère ! de Gabriel Julien-Laferrière : Un médiateur de la cité et Aziz (le père de Sami)
- 2009 : Le Concert de Radu Mihaileanu
- 2010 : Il reste du jambon ? de Anne Depétrini : Le vigile et Djalil Boudaoud
- 2011 : Halal police d'État de Rachid Dhibou : Kabyle et Nerh-Nerh
- 2011 : Au bistro du coin de Charles Nemes : L'infirmier et Michel Vignot
- 2012 : Hénaut Président de Michel Muller : eux-mêmes
- 2016 : La Tour de contrôle infernale d'Éric Judor : Ernest Krakenkrick et Bachir Bouzouk
- 2018 : Alad'2 de Lionel Steketee : Génie et Balouad
- 2020 : Tout simplement noir de Jean-Pascal Zadi et John Wax : eux-mêmes

#### Télévision
- 1995 : Jamais deux sans toi...t (série télévisée), d'Éric Assous et Alexandre Denim
- 1997 : Les Mots d'Éric et Ramzy (émission de télévision)
- 1998-2002 : H (série télévisée), de Abd-el-Kader Aoun, Xavier Matthieu et Éric Judor
- 2011 - 2019 : Platane (série télévisée) d'Éric Judor et Hafid F. Benamar - Éric comme acteur principal, Ramzy comme acteur invité
- 2021 : LOL : Qui rit sort 2, par Amazon Prime Video.
- 2024 : Comedy Class, par Amazon Prime Video.
- 2024 : Zen, la dernière (émission diffusée sur Twitch en direct de Paris-Bercy), de Maxime Biaggi et Grimkujow

#### Doublage
- 1998 : Docteur Dolittle : les deux rats qui surgissent du gâteau - version française
- 2003 : Ratz (série télévisée d'animation) : Razmo et Rapido
- 2004 : Gang de requins : Oscar (Éric) et Joe le Dingue (Ramzy) - version française
- 2005 : Vaillant, pigeon de combat ! : Bugsy (Éric) et Vaillant (Ramzy) - version française
- 2007 : Cendrillon et le Prince (pas trop) charmant : Munk et Mambo - version française
- 2007 : Moot-Moot (série télévisée d'animation) : Bernard Mootmoot et M. Pran (Éric), et Berthe Mootmoot (Ramzy)

### Comme réalisateurs
- 2008 : Seuls Two

### Comme scénaristes ou créateurs
- 1998-2002 : H - scénaristes (série co-créée par Éric Judor)
- 2001 : La Tour Montparnasse infernale - scénaristes
- 2004 : Les Dalton - scénaristes
- 2007 : Moot-Moot - créateurs
- 2008 : Seuls Two - scénaristes
- 2011 : Halal police d'État - scénaristes

### Comme producteurs
- 1997 : Les Mots d'Éric et Ramzy (émission de télévision)
- 2004 : Les Nicole (série télévisée)